# Daniel Curtis Lee
Daniel Curtis Lee, född 17 maj 1991 i Jackson, Mississippi, är en amerikansk skådespelare och rappare. Han är mest känd för rollen som Simon "Cookie" Nelson-Cook i Nickelodeon-serien Ned's Declassified School Survival Guide. Han har också medverkat i andra TV-serier såsom Första måndagen och The Shield och även i Friday After Next. Han är även känd för rollen som Kojo i Disney XD-serien Zeke & Luther.

## Film
- The Rising Place

## TV
- Första måndagen
- The Shield
- Ned's Declassified School Survival Guide
- Zeke & Luther
- Good Luck Charlie
- Pixie Hollow Games
- Glee